# Aeletes politus
Aeletes politus är en skalbaggsart som först beskrevs av J. L. Leconte 1853.  Aeletes politus ingår i släktet Aeletes och familjen stumpbaggar. Inga underarter finns listade i Catalogue of Life.